# Dipuo Peters
Elizabeth Dipuo Peters (née le 13 mai 1960 à Kimberley en Afrique du Sud) est une femme politique sud-africaine, membre du Congrès national africain (ANC), membre du parlement (1994-1997 et 2009-2017), Premier ministre de la province du Cap-Nord (2004-2009), ministre de l'Énergie (2009-2013) et ministre des Transports de 2013 à 2017. 
Elle est vice-ministre du développement des petites entreprises depuis le 6 mars 2023, au sein du deuxième gouvernement de Cyril Ramaphosa.

## Biographie

### Études
Dipuo Peters est diplômée d'un Bachelor of Arts de l'Université du Nord (1987), titulaire d'un certificat en politique publique et développement de l'université du Cap-Occidental (1996), d'un certificat en Management de l'école de commerce de l'université du Cap (2002) et d'un certificat en direction publique internationale de l'université de La Havane (2002).

### Activités politiques
Dipuo Peters commence sa formation politique chez les jeunes étudiants chrétiens puis devient vice-présidente du forum des femmes à l'université du Nord. À Kimberley, elle devient membre du congrès des jeunes de Galeshewe, un mouvement affilié au United Democratic Front anti apartheid.
Volontaire régional pour le South African Domestic Worker's Union (1987), elle est chef du département des femmes au South African Youth Congress (1987-1990) avant d'adhérer à la ligue de jeunesse de l'ANC comme secrétaire aux femmes (1990). Elle travaille également durant cette période pour une structure locale du Haut Commissariat des Nations unies pour les réfugiés (UNHCR) chargé de réintégrer les anciens exilés.
Membre du parlement national (1994-1997) et du bureau exécutif de l'ANC de la province du Northern Cape (1996), présidente-adjointe du groupe ANC au  parlement provincial du  Northern Cape (1997-1999), trésorière provinciale de l'ANC (1997-2003), membre du comité national exécutif de l'ANC (1998-2007), membre du conseil exécutif provincial pour la santé (1999-2004), membre du comité national exécutif de la ligue des femmes de l'ANC (2002-2003), présidente provinciale de l'ANC pour le Cap-Nord (2003-2007), Dipuo Peters  devient vice-présidente de l'ANC du Cap-Nord avant d'en prendre la présidence.
Du 22 avril 2004 au 10 mai 2009, elle est premier ministre de la province du Cap-Nord.
En 2009, elle entre au gouvernement Zuma en tant que ministre de l'Énergie. En 2013, elle devient ministre des Transports.
En 2023, elle est vice-ministre du développement des petites entreprises dans le gouvernement Ramaphosa II.